# Jaczków
Jaczków est un village situé en Pologne, en Voïvodie de Basse-Silésie, dans la commune (gmina) de Czarny Bór. Le village est situé sur la rivière Leski, dans une vallée située entre le massif Trójgarb et les montagnes rocheuses Krąglak, au nord et au sud.

## Démographie
Le village compte environ 489 habitants, dont la plupart sont en âge de travailler. Même si l'ensemble du village est une communauté rurale, l'agriculture n'occupe qu'environ 20 % de la population. La plupart des gens vivent de leur travail dans l'industrie et les services dans la ville voisine de Kamienna Góra et Walbrzych. Malgré la baisse du taux de chômage, celui-ci reste relativement élevé, à environ 25-30 %.

## Transport
Le village est situé sur la principale ligne de chemin de fer reliant Jelenia Gora Wałbrzych et Wrocław. Actuellement[Quand ?], cette ligne est en très mauvais état. Le chemin de Wroclaw Witkow à proximité (97 km) prend environ 2 heures et demie.

## Objets culturels intéressants
- Église p.w. sub - Notre-Dame de Częstochowa à partir de 1586
- Le cimetière et l'église przykościelny
- Écluse n ° 67
- Team Obora tribunal
- Parc immobilier
- Chambre n ° 68

## Personnalités nées à Jaczkowie
- Kazimierz Lipień (1949-2005), champion olympique de lutte.
- Józef Lipień (1949-), champion du monde de lutte et catcheur.

## Galerie

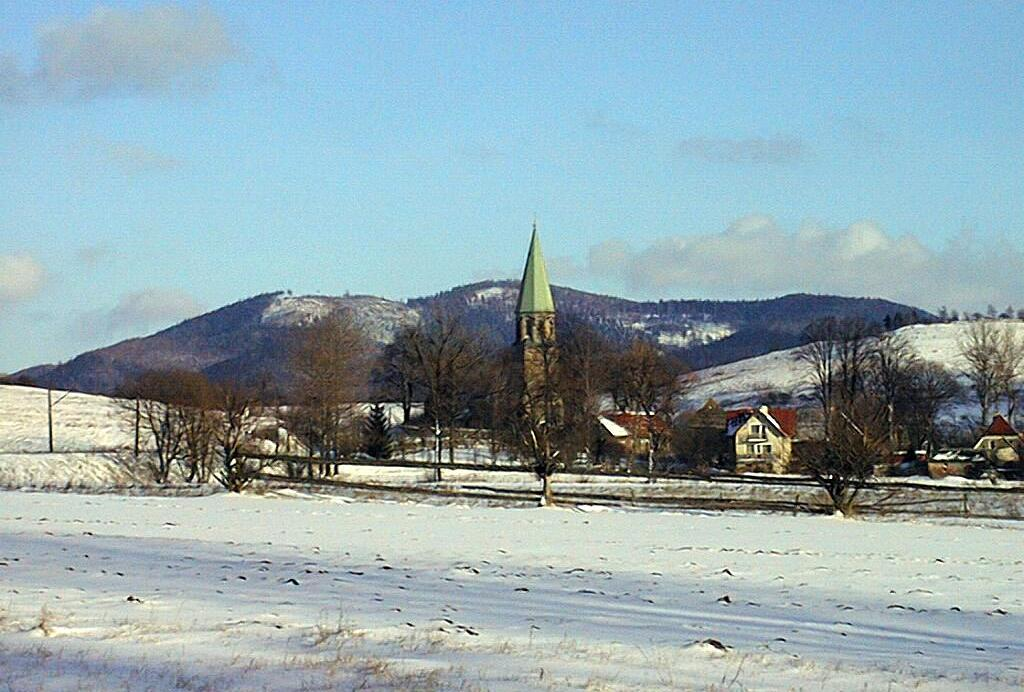
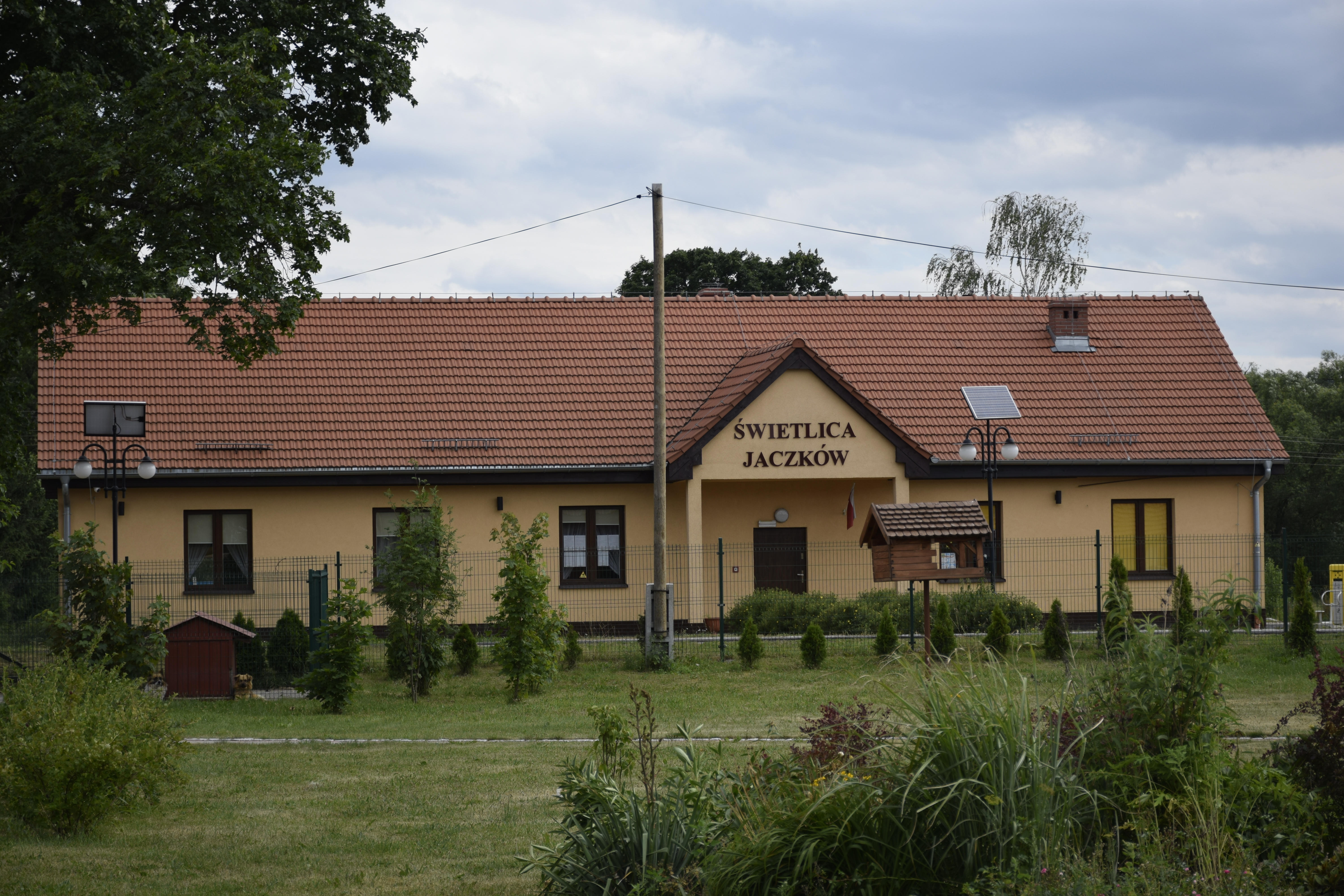
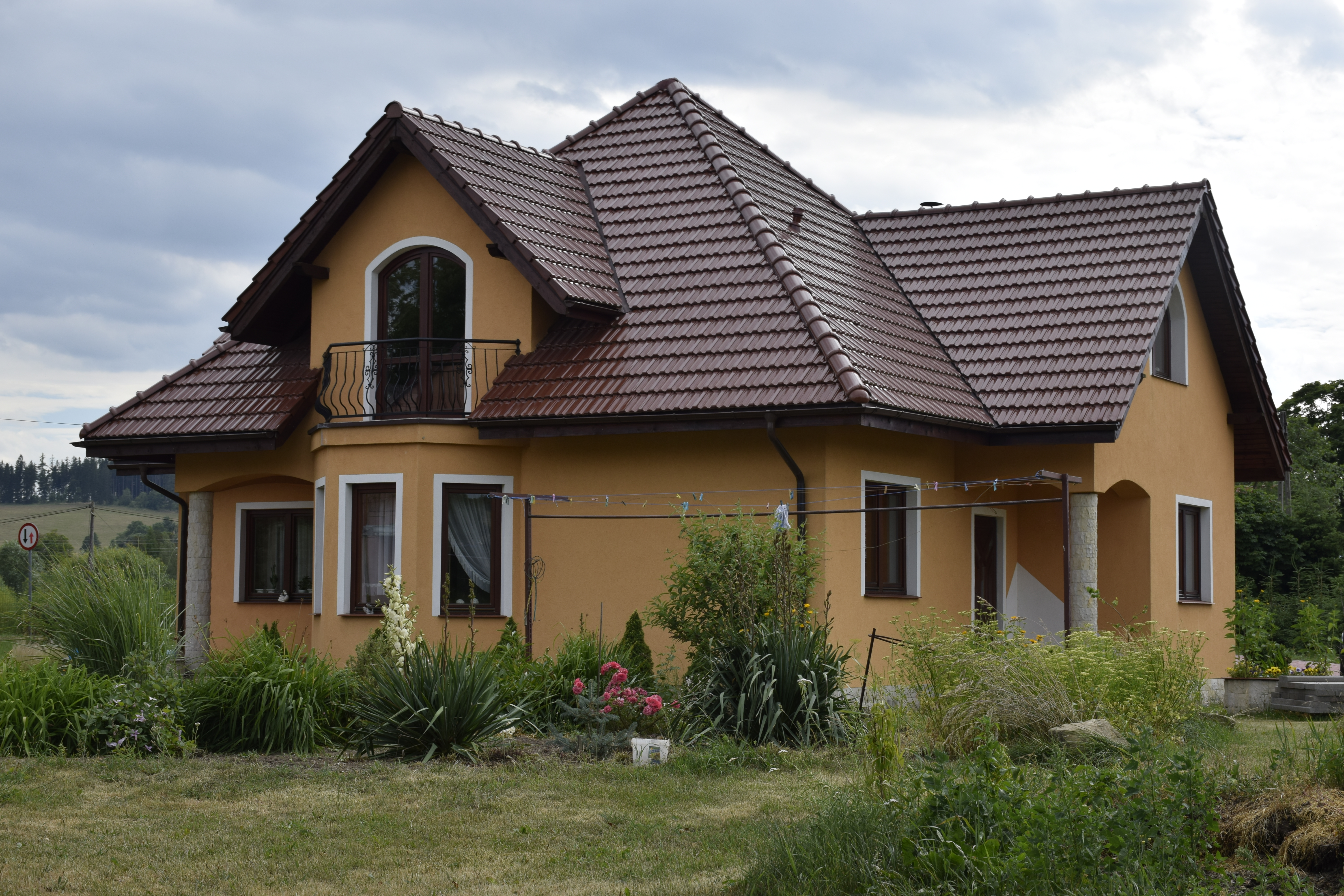
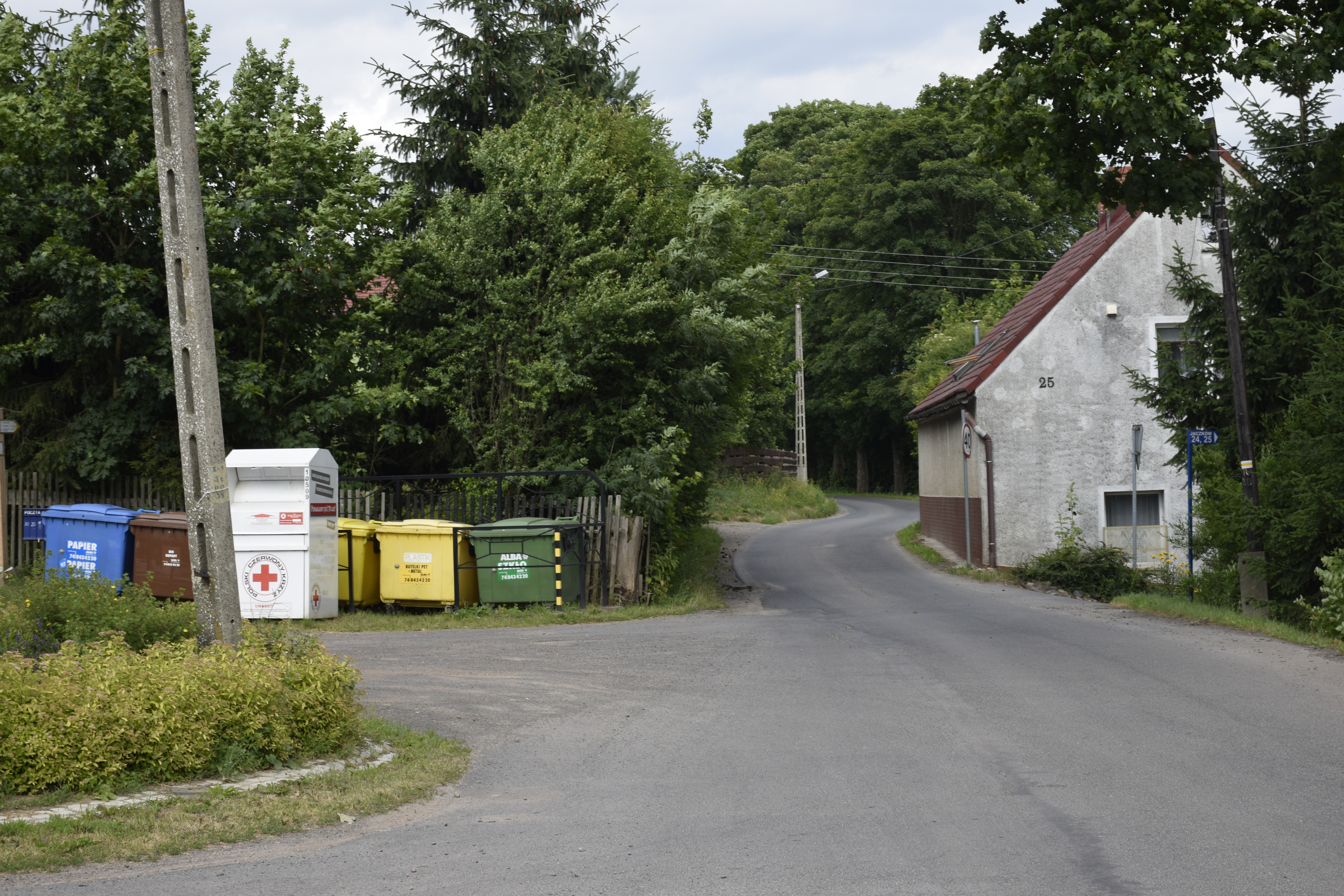
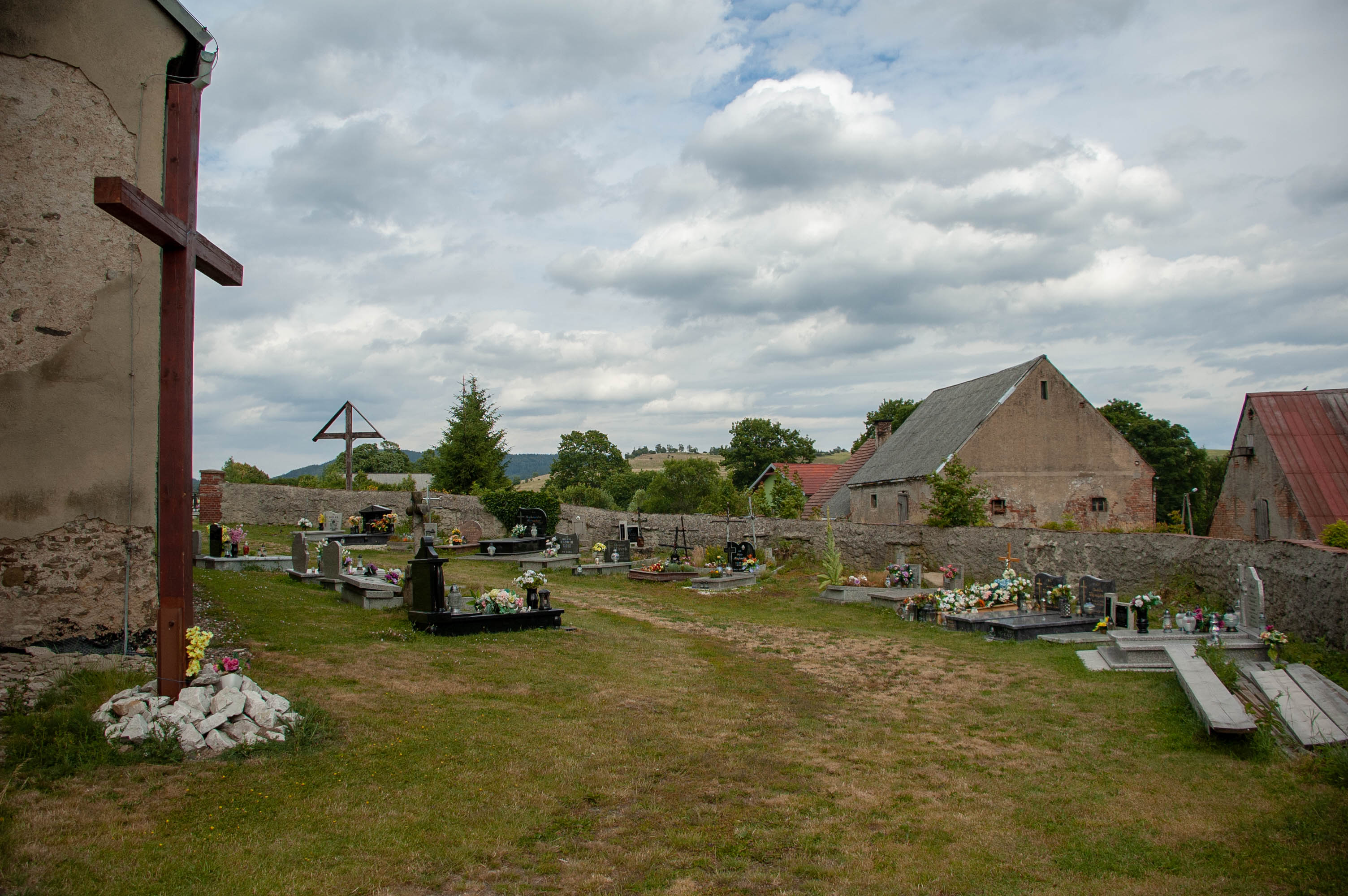